# Hunton (North Yorkshire)
Hunton is een civil parish in het bestuurlijke gebied Richmondshire, in het Engelse graafschap North Yorkshire met 414 inwoners.